# Gilles Petitpierre

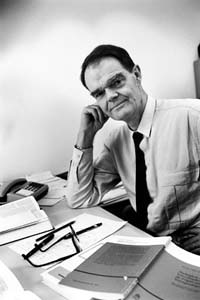
Gilles Petitpierre

Gilles Petitpierre (* 22. Januar 1940, heimatberechtigt in Couvet und Neuchâtel) ist ein Schweizer Politiker (FDP).

## Biografie
Petitpierre ist der Sohn des ehemaligen Bundesrats Max Petitpierre. Er studierte an der Universität Neuenburg. In seiner Studienzeit wurde er Mitglied im Schweizerischen Zofingerverein.
Zum 26. November 1979 wurde er im Kanton Genf in den Nationalrat gewählt und hatte dort bis zum 24. November 1991 Einsitz. Anschliessend wurde er in den Ständerat gewählt und verblieb dort bis zum 3. Dezember 1995. Er kandidierte am 11. März 1998 erfolglos bei der Bundesratswahl.
Gilles Petitpierre ist mit Anne Petitpierre verheiratet und wohnt in Genf.